# La Présence (DC Comics)
Pour les articles homonymes, voir Présence.
Ne doit pas être confondu avec le personnage la Présence de Marvel Comics.
La Présence est un personnage de fiction des comics de DC. Il est la personnification de Dieu dans l'univers DC. Le personnage apparu pour la première fois dans More Fun Comics #52, (février 1940), et fut créé par Jerry Siegel et Bernard Baily.

## Conception
La cosmologie religieuse de l'Univers DC est très complexe avec plusieurs panthéons de déités qui coexistent dans un même univers, et il n'est pas toujours clair de savoir qu'elle est la place de Dieu avec tout cela - par exemple -, dans un arc narratif de Wonder Woman de Eric Luke, les Titans grecs se battent avec des anges issus des religions Abrahamiques et des dieux hindous.
Selon l'écrivain Greg Rucka, dans une interview sur sa minisérie Final Crisis: Revelations, le Dieu Abrahamique se situe au-dessus de tous les autres panthéons « et en dessous vous pouvez avoirs vos New Gods, vos Dieux Grecs et tout ce que vous voulez ».
Les comics des superhéros DC ont toujours utilisé des croyances issues des religions Abrahamiques pour arguments -  la première apparition de la Voix fut dans les origines de 1940 du Spectre - mais ils ont traditionnellement utilisé des euphémismes plutôt que parler directement de Dieu. Les comics des superhéros sont publiés sous le Comics Code - organisation de régulation du contenu des comic books publiés aux États-Unis, créée dans les années 1950 en réaction à la hystérie anti-comic.
Le Code ne se réfère pas explicitement à Dieu, mais interdit « la moquerie ou les attaques envers tout groupe racial ou religieux ». Plus tard, le Code permettrait de parler directement de la religion en termes respectueux.

## Biographie
Les multiples aspects de la Présence dans l'Univers DC ont été introduits par différents écrivains et sont:
- La Présence - la divinité judeo-chrétienne, jamais vue, de la mythologie des anges fictive de Grant Morrison.

- La Voix - la voix sans corps qui parle à Jim Corrigan quand il devient le Spectre dans More Fun Comics #52 (par Jerry Siegel et Bernard Baily, février 1940). La Voix est l'aspect le plus utilisé de Dieu dans les comics. Dans une occasion, elle répond même aux prières du Spectre et ressuscite la Justice Society (Justice League #124).

- La Main - l'image d'une Main contenant une nébuleuse lors du Big Bang est considérée comme une métaphore du Créateur ou comme un des mystères concernant la création de l'univers. Apparue pour la première fois dans Green Lantern (vol.2) #40. Dans Crisis on Infinite Earths #10, l'Anti-Monitor essaie de remplacer la Main avec la sienne, mais il est arrêté par le Spectre.

- La Source - l'esprit universel de la cosmologie du Quatrième Monde de Jack Kirby.
- Wally - un être prétendant être la forme humaine de Dieu. C'est un petit garçon portant une casquette de baseball.

Certains événements bibliques font partie de la chronologie de l'Univers DC mais incluent des personnages de DC. Par exemple, Eclipso (le prédécesseur du Spectre) qui cause le Déluge et son remplaçant, le Spectre, qui inflige les dix plaies d'Égypte et provoque la traversée de la Mer Rouge. L'Univers DC fut créé par une variation du Big Bang et de l'évolution humaine à travers la sélection naturelle, mais paradoxalement, a une version du jardin d'Éden et une version de Lilith, la première femme d'Adam.
Pour compliquer les choses, dans Fables et Réflexions, Ève, Caïn et Abel racontent leur histoire à Daniel Hall, et Abel mentionne qu'elle ne se déroule pas "sur cette Terre".
Vertigo est une filiale de DC Comics créée en 1993, qui diffère du reste de la production DC par des thèmes plus adultes, pouvant impliquer un contenu violent ou à forte connotation sexuelle. La Présence a un rôle plus important et plus osé[Quoi ?] dans Vertigo.
Selon Neil Gaiman dans Sandman, les anges habitent dans Silver City, un lieu qui ressemble au Paradis mais n'est pas celui-ci. Dans la ville se trouvent deux tours, et dans la plus haute, se trouve le Trône de la Lumière, où réside la Présence. Les anges se présentent uniquement si leur présence est demandée. L'autre tour contient une chambre où la voix de la Présence, le Logos, est écoutée.
Un personnage important de Sandman et de Lucifer est l'ange déchu Lucifer. Plus proche du personnage du poème Le Paradis perdu de John Milton que de la Bible, le Lucifer de DC règne en Enfer. Dans Season of Mists,  il renonce à son trône et abandonne l'Enfer pour explorer la nature humaine. Dans la série Lucifer, la Présence est appelée par son nom hébreu, Yahweh, père de Lucifer et de Michael Demiurgos, le frère de Lucifer (Lucifer #26) (juillet 2002).